# Luis Alberto Acuña Gatillon
Luis Alberto Acuña Gatillon (Iquique, 17 de octubre de 1927-Santiago, 12 de mayo de 2005) fue un escritor chileno, cuentista por excelencia. Profesor de química aplicada, fue docente de la ex-Universidad Técnica del Estado por 26 años hasta su exoneración por motivos políticos.
Es reconocido como uno de los escritores del Litoral de los Poetas debido a que poseía una casa de veraneo en el sector de Playas Blancas de Las Cruces muy cerca de la Laguna El Peral donde pasaba largas temporadas de escritura.

### Libros
- La Revancha. Cuentos. Santiago, 1960.
- Contrabando. Cuentos. Santiago, 1962.
- La Noche Larga. Cuentos. Santiago, 1967.
- Jarrón de Porcelana China. Cuentos. Santiago, 1979.
- Carmelo se fue a la Guerra. Cuentos. Santiago, 1995.
- Hable y Escriba Mejor. Compendio original de gramática. Santiago, 2000.
- Escultor del Tiempo (poemas anticuados). Poemas. Santiago, 2011. (edición póstuma).

### Obras Inéditas
- ¿Dónde está tu hermano?. Radio teatro.

### Inclusión en Antologías
- Cuentos humorísticos de autores chilenos. Javier Rodríguez Lefebre. Santiago, 1965
- Encuentro. Santiago, 1984.
- Antología del cuento chileno. Enrique Lafourcade. Santiago, 1985.
- ¡Y Por qué no!. Comando Nacional por el No. Santiago, 1988.
- I racconti piu brevi del Cile. Gianni Toti. Roma, 1997.

### En Cine
- El Leyton, película chilena de Gonzalo Justiniano, está basada en el cuento La Red del libro La Noche Larga.

## Premios
Ganador de varios premios de literatura entre los que destacan:

### Premios Chilenos de mayor importancia
- Premio Municipal de Literatura por su obra "Jarrón de Porcelana China", 1980.
- Premio Gabriela Mistral de la Municipalidad de Santiago por cuento "Camina por Atacama",1974.
- Premio Alerce, de la Sociedad de Escritores de Chile por su obra "Jarrón de Porcelana China", 1978.
- Premio Daniel de la Vega, diario Las Últimas Noticias, 1993.
- Premio Teófilo Cid de la Sociedad de Escritores de Chile por su obra "Puede Suceder", 1973.
- Tercer Premio Gabriela Mistral de la Municipalidad de Santiago, 1964.
- Tercer Premio Concurso Nacional de Cuentos "Hueke" de la Sociedad de Escritores de Valparaíso, 1969.

### Premio internacional
- Mención de Honor —2.º premio— en concurso iberoamericano de la Asociación de Críticos y Comentaristas de las Artes (ACCA) por su cuento "La araña en el ángulo del muro", Miami, EE. UU., 1976.